# Threads (app)
Threads is een online sociale media- en sociale netwerkdienst, eigendom van het Amerikaanse technologiebedrijf Meta Platforms. Gebruikers van de app kunnen tekst, afbeeldingen en video's plaatsen en kunnen reageren op berichten van andere gebruikers. De app is beschikbaar op de besturingssystemen iOS en Android. De gebruikersprofielen op Threads zijn gekoppeld aan Instagram-accounts en gebruikers moeten op beide services dezelfde gebruikersnaam hebben.

## Achtergrond
Na de overname van Twitter door Elon Musk begonnen Meta-medewerkers de uitrol van Instagram Notes te bespreken, een op tekst gebaseerde functie voor Instagram, dat primair bedoeld is voor het delen van afbeeldingen. Ook werd het maken van een aparte en onafhankelijke tekstgerichte app besproken, hetgeen ten slotte leidde tot Threads.
De ontwikkeling van Threads begon in januari 2023, toen intern bekend als "Project 92". Informatie over Threads werd in maart gepubliceerd. Vanaf 3 juli 2023 werd de app beschikbaar gemaakt voor het publiek via de Apple App Store met een releasedatum van 6 juli.

## Lancering
Threads werd op 5 juli 2023 officieel gelanceerd in honderd landen, waaronder de Verenigde Staten, het Verenigd Koninkrijk, Australië, Nieuw-Zeeland, Canada en Japan. In de eerste zestien uur na lancering in het Verenigd Koninkrijk en de Verenigde Staten behaalde Threads volgens Mark Zuckerberg dertig miljoen gebruikers. Op 24 augustus werd de webversie gelanceerd.
In de Europese Unie was de de app nog niet direct beschikbaar, omdat de Europese Commissie nog een besluit moest nemen over toelating op grond van de Digital Markets Act. De app werd op 14 december 2023 uitgebracht in de Europese Unie.

## Concurrentie
Naast X zijn concurrenten van Threads met soortgelijke diensten onder andere Bluesky, Mastodon, Spill, Post.News en Hive.